# Blade Runner (videogioco 1985)
Blade Runner è un videogioco d'azione pubblicato nel 1985-1986 per Amstrad CPC, Commodore 64 e ZX Spectrum dalla CRL Group. È il primo videogioco tratto dal film Blade Runner, sebbene non abbia una licenza come gioco ufficiale del film; viene invece presentato in copertina come "un'interpretazione videoludica della colonna sonora del film di Vangelis". Secondo la rivista Crash il motivo è che all'epoca non era chiaro chi fosse il detentore del copyright sul film.
Un altro Blade Runner uscì nel 1997, stavolta con licenza ufficiale, ma non ha alcun legame col precedente.

## Trama
Le premesse sono simili a quelle del film, mentre l'azione ricorda principalmente la scena in cui il protagonista Deckard insegue e uccide una replicante. Nel futuro i replicanti, qui chiamati replidroid, vengono utilizzati come schiavi nelle colonie spaziali. Un gruppo di replidroid è riuscito però a evadere e a raggiungere una metropoli della Terra, con l'intenzione di trovare e uccidere i ciberingegneri (cyberneer) che li hanno creati. Un cacciatore di taglie, che indossa un lungo cappotto come Deckard, viaggia tra i palazzi della metropoli con un'automobile volante chiamata skimmer per rintracciare i replidroid ed eliminarli prima che i loro creatori vengano uccisi. Per sparare a ogni replidroid è necessario un atterraggio e un inseguimento a piedi tra la folla multietnica della metropoli.

## Modalità di gioco
Il gioco consiste in due fasi che si alternano: la navigazione con lo skimmer su una mappa della città per raggiungere gli obiettivi e, una volta sul posto, la sequenza d'azione a piedi per sconfiggere uno dei replidroid. La struttura generale venne a volte paragonata a quella di Ghostbusters. L'obiettivo finale è eliminare 24 replidroid prima che loro uccidano i 4 creatori sparsi per la città.
Nella fase di navigazione vengono mostrate contemporaneamente due mappe a due diverse scale della città, che è divisa in 9 settori quadrati (disposti 3x3). Una mappa mostra il settore attuale in dettaglio e l'altra l'intera città in piccolo, ma solo su Commodore 64 è visibile anche il contenuto degli altri settori. Lo skimmer del cacciatore di taglie, i replidroid e i creatori sono mostrati come simboli geometrici sulla mappa di dettaglio. I replidroid si spostano in tempo reale mentre i creatori sono immobili. Il giocatore muove lo skimmer, che non può sorvolare i palazzi e come i replidroid deve seguire le strade, molto intricate e irregolari. Un'area messaggi informa sullo stato generale e su ciascun replidroid sorvolato, che può essere di 6 possibili livelli di abilità. Una volta raggiunto un nemico si può passare all'inseguimento a terra.
Lo scenario a terra è sempre una strada diritta, mostrata con visuale laterale isometrica e con scorrimento orizzontale. Prima viene mostrata un'animazione del veicolo che atterra in verticale (scena non evitabile, che a lungo andare può diventare ripetitiva). Poi si controlla il cacciatore di taglie mentre corre costantemente verso destra, variandone la posizione trasversale e la velocità. L'obiettivo è raggiungere il replidroid che sta scappando più avanti e sparargli con un laser invisibile. Sul marciapiede in alto si incrociano numerosi pedoni che camminano in senso contrario e si deve evitare sia di sparargli, cosa che può causare anche il game over, sia di sbattergli contro, cadendo così entrambi e perdendo tempo. Anche il replidroid può buttare a terra i pedoni, ma non cade. Sulla carreggiata in basso non ci sono pedoni, ma passano ogni tanto le automobili in senso contrario e se si viene investiti è game over. Sotto la visuale c'è un radar che copre un tratto di strada ampio come tre schermi e mostra la posizione relativa del replidroid e di eventuali automobili. Se l'avversario esce dalla portata del radar è riuscito a fuggire e si torna alla schermata della mappa, dopo un'animazione del decollo.

## Colonna sonora
Il tema musicale, presente in tutte le tre versioni, è la celebre traccia End Titles della colonna sonora del film, Blade Runner di Vangelis.